# Marynarka Wojenna Bułgarii
Marynarka Wojenna Bułgarii (bułg. Военноморски сили на България, Woennomorski sili na Byłgarija) – część sił zbrojnych Bułgarii.

## Historia

### Początki – XIX wiek do I wojny światowej
Wkrótce po uzyskaniu niezależności od panowania tureckiego w 1878 roku, Księstwo Bułgarii przystąpiło do tworzenia niewielkiej marynarki wojennej, składającej się głównie z okrętów rzecznych na Dunaju, w większości przekazanych przez Rosję. Pierwszym nowo zakupionym okrętem (we Francji) był parowiec „Aleksandr I” z 1883 roku (350 t), służący także jako jacht książęcy. Oprócz tego marynarka miała niewielkie parowce: „Krum” i „Simeon Weliki”, okręt szkolny „Asen” i mniejsze jednostki, w tym dwa małe 20-tonowe torpedowce „Botew” i „Lewski” otrzymane z Rosji w 1884 roku. Większość środków jednak była przeznaczana na wojska lądowe i marynarka była zaniedbywana. Dopiero w 1897 roku zamówiono we Francji pierwszy pełnowartościowy okręt – kanonierkę torpedową „Nadeżda” (klasyfikowaną jako krążownik). W 1903 roku uchwalono pierwszy program rozwoju marynarki, w wykonaniu którego zakupiono, również we Francji, sześć torpedowców typu Dryzki i działa artylerii nadbrzeżnej. Mimo planów budowy dalszych okrętów, w tym niszczycieli i okrętów podwodnych, nie doszło ostatecznie do tego z powodów finansowych i niedoceniania roli marynarki, a także z powodu polegania na wsparciu znacznie silniejszej marynarki rosyjskiej. Odrzucono także w 1908 roku propozycję zakupu starych okrętów w Rosji (w tym dwóch nieudanych okrętów obrony wybrzeża typu popowka). Zaadaptowano jedynie w tym okresie parowy jacht na mały stawiacz min „Kamczija”.

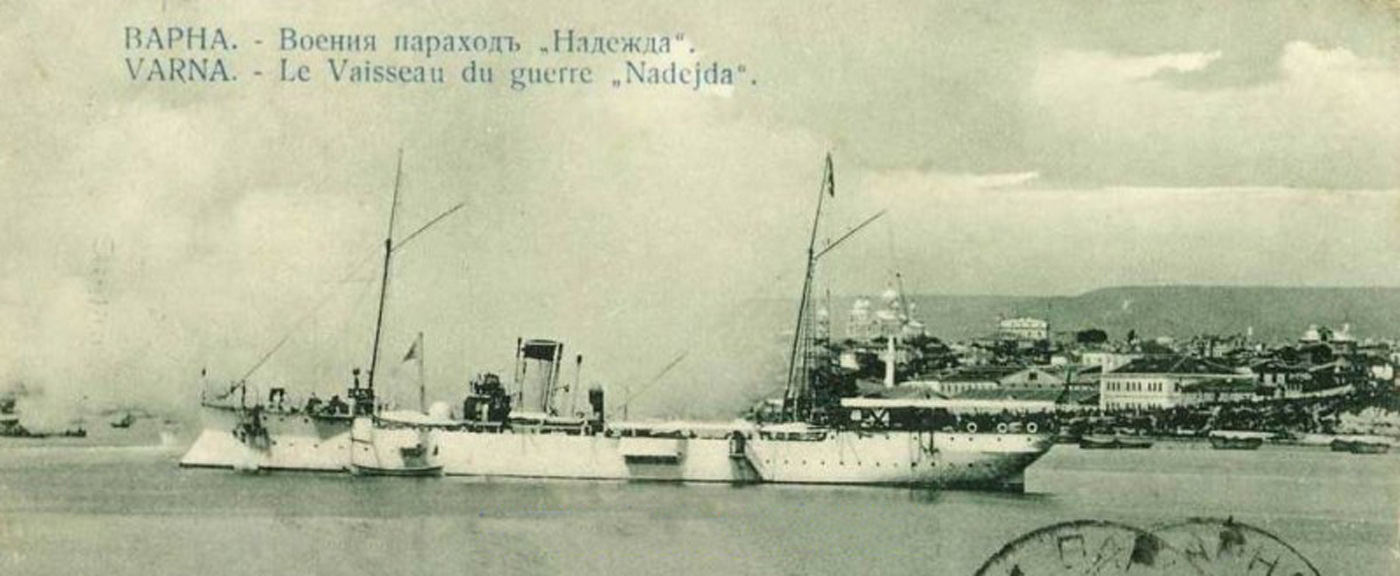
Krążownik torpedowy „Nadeżda”

Pierwszym konfliktem, w jakim wzięła udział bułgarska flota, była I wojna bałkańska 1912–1913. W jej trakcie torpedowce podejmowały kilka bezskutecznych prób ataków torpedowych na tureckie okręty atakujące bułgarskie wybrzeże. Dopiero w nocy 20/21 listopada 1912 roku torpedowiec „Dryzki” uszkodził turecki krążownik pancernopokładowy „Hamidiye”. Akcja ta była największym sukcesem w dziejach marynarki bułgarskiej. Bułgarskie torpedowce nie brały już aktywnego udziału w działaniach drugiej wojny bałkańskiej, podczas której zostały internowane w Sewastopolu, a działania morskie ograniczały się do stawiania min. 
Bułgarskie okręty wzięły udział w I wojnie światowej po stronie państw centralnych, aczkolwiek bez starć z przeciwnikiem; jedynie torpedowiec „Szumni” został utracony na minie w 1916 roku. Z powodu niewielkich rozmiarów marynarki bułgarskiej, głównym wkładem Bułgarii na polu wojny morskiej było udostępnienie baz w Warnie, Burgasie i Ewksinogradzie dla okrętów niemieckich i tureckich. Jedynymi nowymi okrętami o większej wartości bojowej było uzyskane pod koniec wojny w latach 1917–18 sześć małych niemieckich kutrów trałowych i okręt podwodny „Podwodnik No.18” (niemiecki UB 8), który jednak został przejęty przez Francuzów w 1919.

### Okres międzywojenny i II wojna światowa

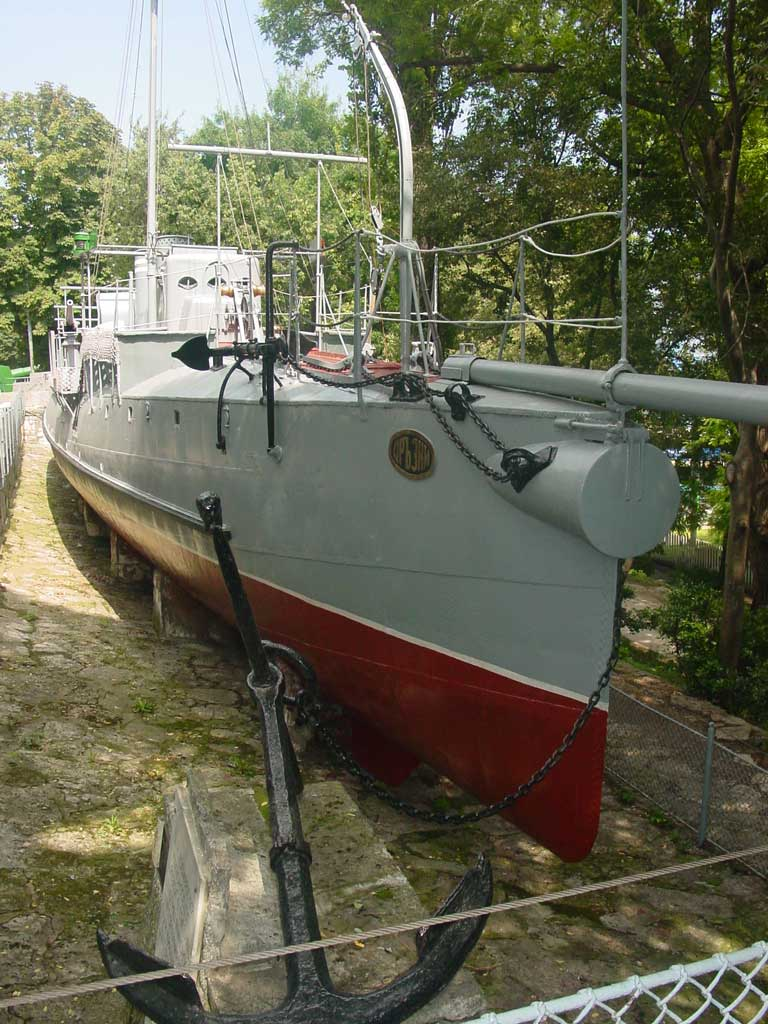
Torpedowiec „Dryzki” zachowany w Muzeum Marynarki Wojennej w Warnie

Po przegranej przez państwa centralne I wojnie światowej, Bułgaria na mocy traktatu pokojowego z 27 listopada 1919 nie mogła posiadać floty wojennej. Zezwolono jedynie na morską służbę policyjną, w składzie czterech istniejących torpedowców typu Dryzki ze zdjętymi wyrzutniami torped (piąty utracono na skałach) oraz do sześciu patrolowców. Wyporność nowych okrętów nie mogła przekraczać 100 ton, zabroniono także posiadania okrętów podwodnych i lotnictwa morskiego. Zgodnie z tym, w grudniu 1920 roku marynarkę przeformowano w morską służbę handlowo-policyjną i rzeczną służbę handlowo-policyjną, podporządkowane ministerstwu kolei, poczty i telegrafu. W 1921 roku zakupiono z francuskiego demobilu dwa ścigacze okrętów podwodnych amerykańskiego typu SC i cztery kutry patrolowe. Mimo że w 1925 roku przy ministerstwie wojny powołano tajny sztab morski, względy finansowe spowodowały, że nie podejmowano prób odbudowy marynarki. W 1934 roku zamontowano ponownie wyrzutnie torped na torpedowcach.
Dopiero po zbliżeniu z III Rzeszą, w 1937 roku reaktywowano marynarkę wojenną, a 31 grudnia 1938 odrzucono ograniczenia traktatowe. Mimo to, nie poszła za tym znacząca rozbudowa marynarki. W Niemczech zamówiono dwa okręty podwodne i pięć kutrów torpedowych, ale tylko dwa kutry firmy Lürssen dostarczono przed wybuchem wojny i trzeci w 1941 roku, natomiast pozostałych okrętów nie zbudowano. W czasie wojny jeszcze Niemcy sprzedali Bułgarii cztery zdobyte w Holandii kutry torpedowe wzoru brytyjskiego. Marynarka bułgarska posiadała oprócz tego liczne mniejsze okręty (kutry trałowe, w tym bułgarskiej budowy, patrolowce i trałowce rzeczne) i adaptowane stawiacze min.
Podczas II wojny światowej Bułgaria z przyczyn politycznych nie uczestniczyła aktywnie w działaniach wojennych przeciw ZSRR, jedynie jej okręty w ramach współpracy państw Osi pełniły służbę patrolową i eskortową oraz uczestniczyły w operacjach minowych na Morzu Czarnym i Dunaju. Z większych jednostek, utracono tylko jeden torpedowiec w sztormie. Na skutek okupacji Tracji i Macedonii, Bułgaria uzyskała dostęp do Morza Egejskiego, gdzie w 1943 roku sformowano flotyllę kutrów trałowych (z bazą w Kawali). Utrzymywano też jednostki patrolowe na Jeziorze Ochrydzkim. Po ataku ZSRR na Bułgarię i jej szybkim opanowaniu przez wojska radzieckie, 9 września 1944 roku Bułgaria zmieniła sojusze i wypowiedziała wojnę Niemcom. Jej okręty jednakże zostały przejęte tego samego dnia w Warnie i wcielone do radzieckiej Floty Czarnomorskiej. W 1945 roku jedynie niewielkie siły bułgarskich kutrów trałowych działały na Dunaju w ramach radzieckiej Flotylli Dunajskiej.

### Po II wojnie światowej
Po zakończeniu wojny, w lipcu i sierpniu 1945 roku ZSRR zwrócił Bułgarii przejęte okręty. Traktat pokojowy z 10 lutego 1947 roku zezwalał Bułgarii na posiadanie marynarki jedynie o łącznym tonażu 7250 ton i liczebności 3500 ludzi. Bułgarskie siły zbrojne podlegały w dalszych latach wzrostowi ponad ograniczenia traktatowe w ramach bloku państw skupionych wokół ZSRR, mimo to marynarka była rozwijana w sposób umiarkowany. 

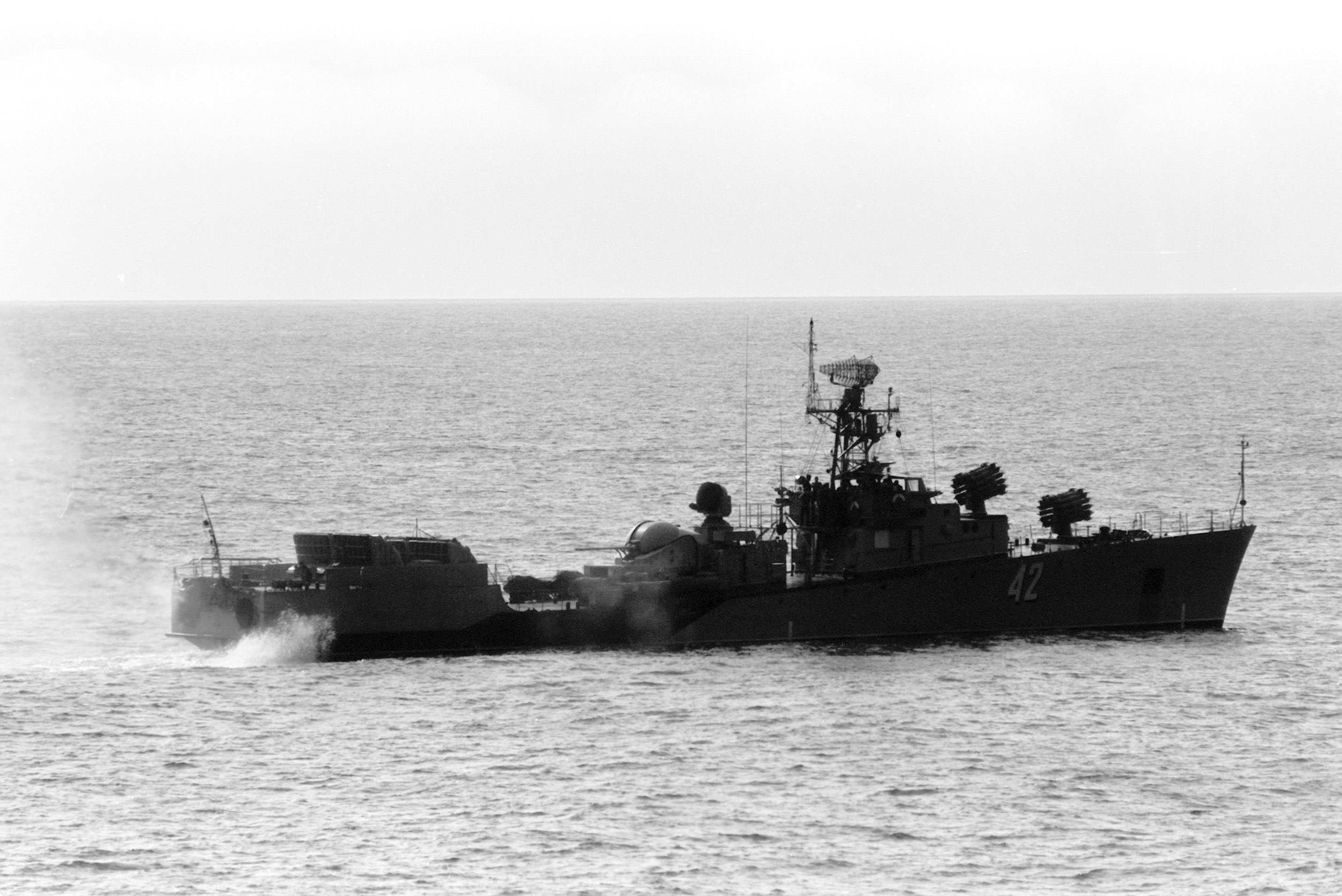
Korweta „Bditełni” proj. 204

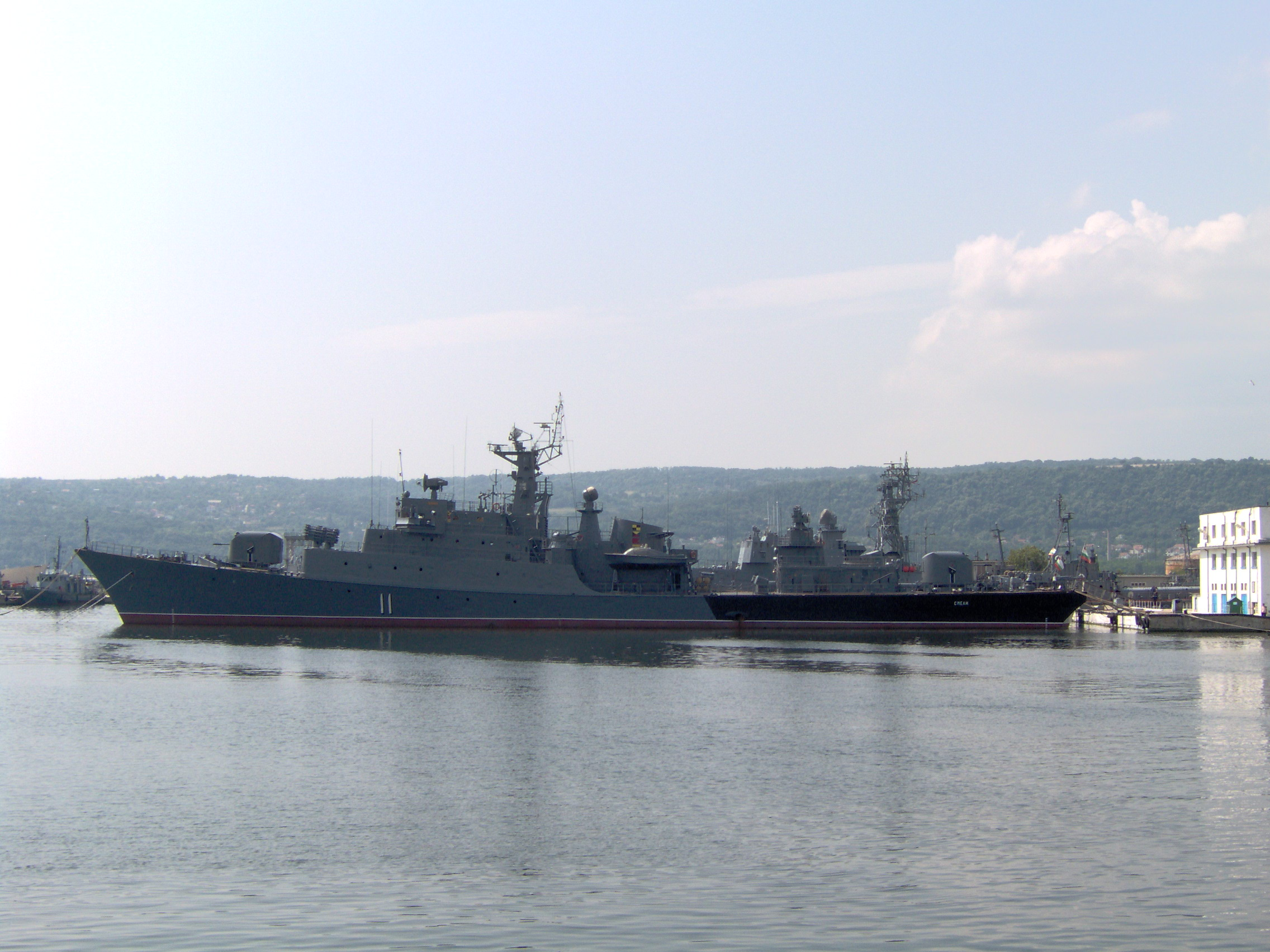
Fregata „Smeli” proj.1159

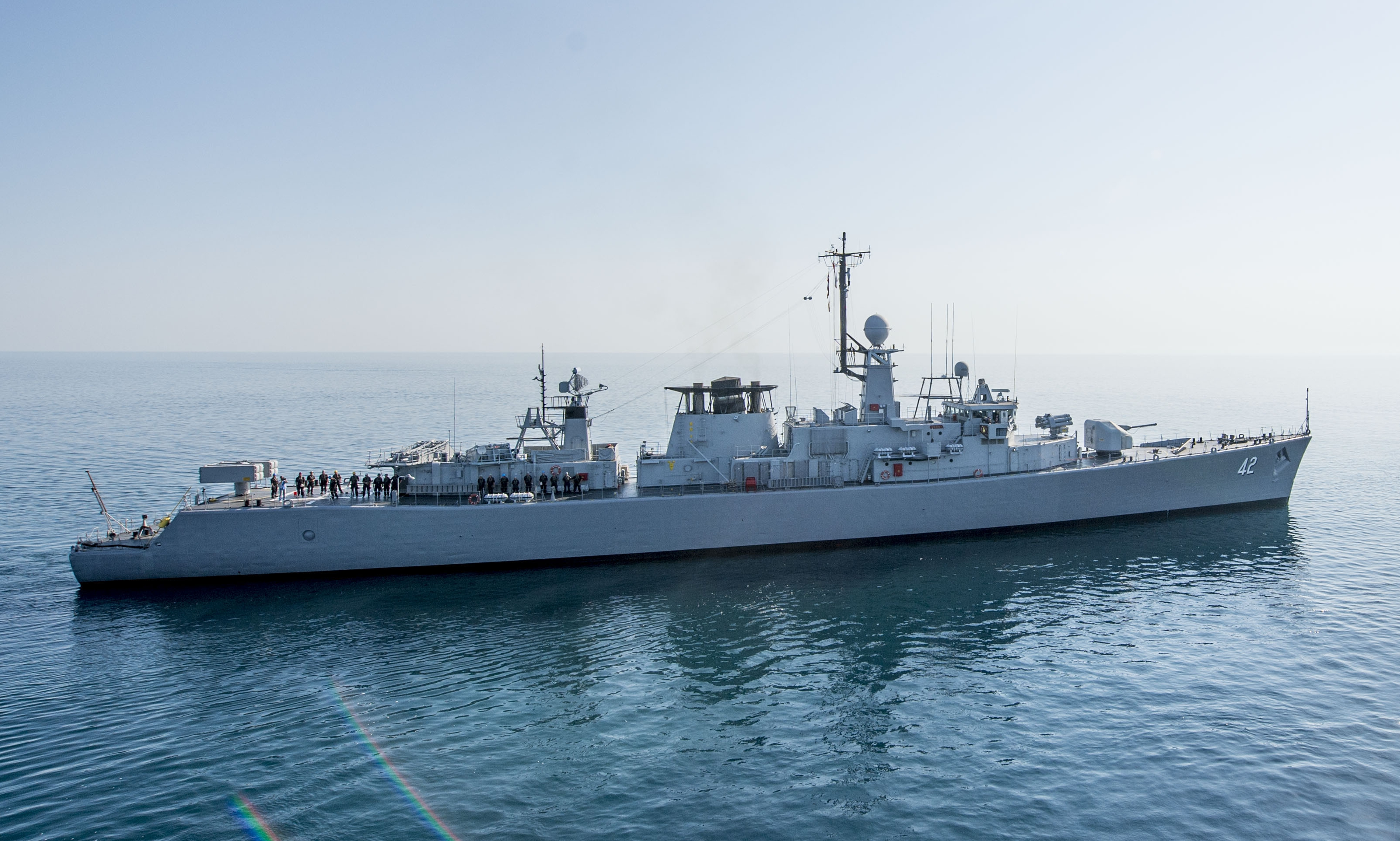
Fregata „Werni” typu Wielingen

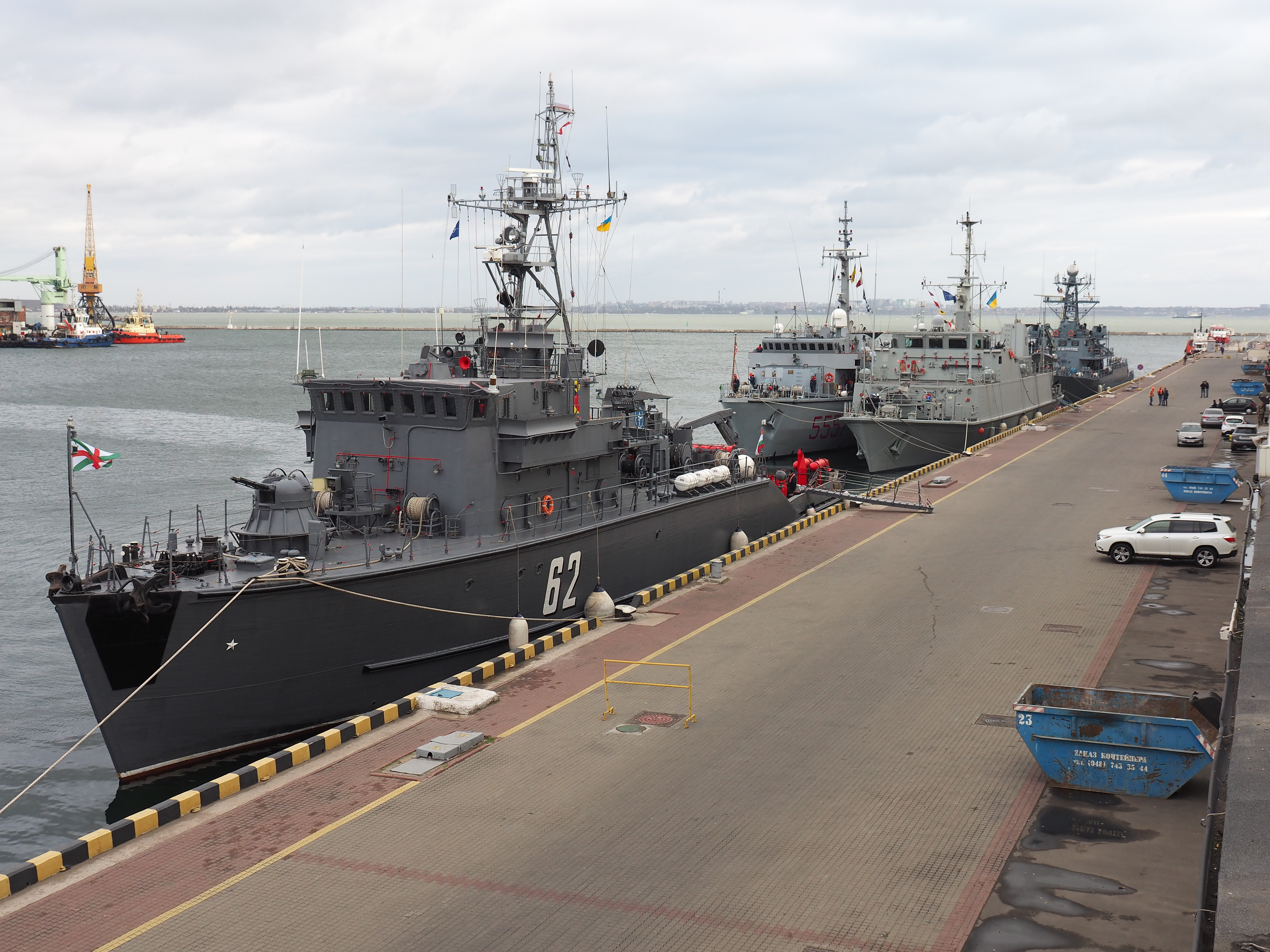
Trałowiec „Szkwał” projektu 1265

Pierwszym dużym okrętem był stary radziecki niszczyciel „Żelezniakow” wypożyczony Bułgarii od 1947 do 1949 roku. W 1950 zastąpił go przekazany Bułgarii niszczyciel „Georgi Dimitrow”, będący największym okrętem bojowym w dziejach marynarki bułgarskiej i jej ostatnim niszczycielem (wycofany w 1960 roku). ZSRR wyposażył marynarkę bułgarską także w mniejsze okręty, począwszy od 12 ścigaczy okrętów podwodnych w 1947 roku (4 typu MO-4, 6 typu OD-200 i 2 projektu 122a). Do początku lat 50. bułgarska marynarka otrzymała z ZSRR także 12 kutrów torpedowych TM-200, cztery trałowce redowe proj. 253Ł, dwa trałowce bazowe proj. 254K i 9 rzecznych kutrów pancernych proj. 1124 oraz jeden proj. 1125. Bułgaria natomiast samodzielnie zaczęła rozwijać siły desantowe, budując na bazie niemieckich planów 10 barek desantowych typu BDB.
Znaczniejszy wzrost marynarki wojennej nastąpił od połowy lat 50., po zakończeniu okresu stalinizmu i przystąpieniu Bułgarii do nowo powstałego Układu Warszawskiego. W 1954 roku Bułgaria otrzymała od ZSRR pierwsze trzy małe okręty podwodne typu M, szybko zastąpione w 1957 przez dwa średnie okręty proj. 613: „Pobieda” i „Sława” (ozn. NATO: Whiskey). W zakresie sił nawodnych zakupiono w ZSRR dwie fregaty projektu 50 („Dryzki” i „Smeli” w latach 1957–58), które, wraz z trzecią fregatą tego typu „Bodri”, otrzymaną dopiero w 1985 roku i wówczas już przestarzałą, pozostały w służbie do przełomu lat 80/90. Modernizowano też siły lekkie, otrzymując osiem kutrów torpedowych proj. 123K (1957) i dwa duże ścigacze okrętów podwodnych proj. 122bis (Kronstadt) (1957) oraz sześć ścigaczy proj. 201M (SO-1) (1963).
Kolejny etap intensywnej modernizacji i rozwoju marynarki bułgarskiej nastąpił od 1970 roku do połowy lat 80., w ramach trzech planów pięcioletnich. Na wyposażenie weszły wówczas nowocześniejsze typy okrętów, również pochodzenia radzieckiego. W 1973 uzyskano w miejsce poprzednich dwa używane okręty podwodne proj. 633 (Romeo) („Sława” i „Pobieda”), a w 1984 – dwa kolejne („Dimitrowski Komsomoł” i „Leninskij Komsomoł”, później jako „Sława” i „Nadeżda”). W składzie marynarki pojawiły się okręty rakietowe – trzy kutry rakietowe projektu 205 (Osa) (1972), uzupełnione przez trzy kutry ulepszonego proj. 205U (Osa-II, 1979–84). Wprowadzono też w 1970 roku sześć nowszych kutrów torpedowych proj. 206 (Shershen). Trzonem sił przeciwpodwodnych w miejsce ścigaczy stały się korwety proj. 204 (Poti), których liczba ostatecznie osiągnęła sześciu (1975–83). Wcielono też do służby nowsze trałowce: 6 projektu 257DM/DME (Vanya, 1970–85), 4 projektu 1258E (Yevgenya, 1976–88), 4 projektu 1265E (Sonya, 1981–85), a w 1975 zbudowano w Bułgarii serię 6 małych trałowców radzieckiego proj. 12582 (Olya). W zakresie sił desantowych, podjęto budowę małych okrętów desantowych radzieckiego projektu 106K (Vydra), których ostatecznie powstało 19, a w 1985 też weszły do służby dwa średnie okręty desantowe polskiej budowy proj. 770 (Polnocny).

### Czasy współczesne (od 1989)
Przełom lat 80. i 90. charakteryzowały cięcia w budżecie obronnym związane z kryzysem gospodarczym systemu socjalistycznego, a następnie jego upadkiem i odprężeniem w stosunkach międzynarodowych. Miały wtedy miejsce ostatnie dostawy pojedynczych okrętów radzieckich i wycofywanie starszych jednostek. W latach 1989–1990 dostarczono jedyny kuter rakietowy nowszego projektu 1241.1 (Tarantul) „Myłnija” i dwie korwety proj. 1241.2E („Reszitełni” i „Bodri”). W 1990 roku w skład marynarki weszła również pojedyncza 15-letnia fregata rakietowa proj. 1159 „Smeli” (Koni I), służąca następnie jako okręt flagowy floty. 
Od 1994 roku marynarka Bułgarii brała udział w ćwiczeniach z państwami NATO w ramach programu Partnerstwo dla Pokoju. Po wejściu Bułgarii do NATO podjęto próby pozyskania okrętów z Zachodu. W 2006 roku ogłoszono zamiar zakupu trzech nowych francuskich lekkich fregat typu Gowind 200, lecz względy finansowe spowodowały zaniechanie tego planu. W latach 2005–2009 zakupiono w Belgii trzy wycofywane fregaty rakietowe typu Wielingen („Dryzki”, „Werni”, „Gordi”), które mimo ograniczonych możliwości bojowych i 30 lat służby, wprowadziły nową jakość w marynarce bułgarskiej. Umożliwiły one marynarce bułgarskiej współdziałanie z zespołami morskimi państw zachodnich, zapoczątkowane udziałem „Dryzkiego” w misji ONZ w Libanie w 2007 roku. W 2009 roku także zakupiono belgijski niszczyciel min typu Tripartite („Cibyr”). Od 2011 roku, po wycofaniu „Sławy”, Bułgaria nie ma okrętów podwodnych.
Do 2010 roku Bułgaria zakupiła trzy nowe śmigłowce AS 365 Dauphin dla lotnictwa morskiego, rezygnując z zakupu dalszych trzech z powodów finansowych. Jeden z nich uległ jednak katastrofie w 2017 roku. W 2018 Stany Zjednoczone przekazały Bułgarii trzy szybkie łodzie motorowe klasy RHIB oraz jedną, kabinową jednostkę patrolową, przeznaczone do ochrony wód terytorialnych. 
17 czerwca 2022 roku w stoczni MTG Delfin w Warnie uroczyście położono stępkę pod wielozadaniowy okręt patrolowy „Chrabri” – pierwszą z dwóch bliźniaczych jednostek typu MMPV. Okręt powstaje na bazie projektu modułowych patrolowców wielozadaniowych OPV 90. Okręt wodowano 4 sierpnia 2023 roku, a ma zostać wcielony w skład floty do końca 2025 roku. Druga jednostka serii, o nazwie „Smeli” została zwodowana 15 grudnia 2024 roku i ma wejść do służby pod koniec 2026 roku.  Patrolowce mierzą 90 metrów i mają być wyposażone w lądowisko dla śmigłowca. 